# Гуртяк, Дмитрий Александрович
Дми́трий Алекса́ндрович Гуртя́к (9 октября 1971, Макеевка — 13 ноября 1998, Донецк) — донецкий программист. В первую очередь известен, как автор программы KeyRus, которая была установлена на многих персональных компьютерах в Советском Союзе. Написал также много других популярных в 90-е годы утилит (например — PEEK/POKE, CALC, SDIR, PRSPOOL, CAPSCR, TXTSCR, VGA480, PROTECT, SLOWER, BUGS и т. д.)

## Детство
Родился 9 октября 1971 года в Макеевке.
С 8-го класса до окончания школы учился в школе «Юный кибернетик» при физическом факультете Донецкого государственного университета, которую окончил с отличием в 1988 году. За время учёбы был награждён дипломом первой степени, как победитель практического тура, и дипломом третьей степени, как победитель теоретического тура II областной олимпиады по информатике и ВТ (март 1988 года). В апреле 1988 года был награждён дипломом за лучшую работу по программированию на алгоритмических языках, представленную на XVII областную конференцию Малой академии наук и в мае 1988 года получил почётную грамоту за активное участие в работе Донецкой областной Малой академии наук.

## Юность
Учился на физическом факультете Донецкого государственного университета, с которого был отчислен за неуспеваемость по теории вероятностей, в 1994 году окончил высшее образование на математическом факультете по специальности «Прикладная математика». В 1992 году занял второе место в республиканской студенческой олимпиаде по программированию.

## Творчество
В 1989 году написал первую версию своей программы KeyRus, позже написал ещё семь версий русификатора для DOS. Благодаря выгодному отличию от аналогов в гибкости использования и компактности, KeyRus получил признание и распространение не только на территории СССР, но и за рубежом (Германия, Чехия, Финляндия, США, Канада, Австралия и другие страны).
Один из зачинателей сети Фидонет на Донбассе. Автор и общественный распространитель электронного бюллетеня «Софтпанорама». Несколько раз выступал на семинарах Софтпанорамы в Киеве, был первым лауреатом премии «Софтпанорамы».
Программа KeyRus была принята как стандарт для государственных предприятий Украины. Но никакого вознаграждения от государства Дмитрий не получил.

## Смерть
Умер 13 ноября 1998 года после тяжёлой болезни. Причина смерти — саркома мягких тканей правой височной области. Похоронен 15 ноября 1998 года на Щегловском кладбище Донецка.
В сети Фидонет был объявлен сбор средств на лечение Дмитрия, но деньги не были собраны из-за разгильдяйства, бедности и в том числе из-за письма самого Дмитрия, в котором он отказывался от денег.